# Ezra (film, 2023)
Az Ezra 2023-ban bemutatott amerikai dráma-filmvígjáték, amelyet Tony Goldwyn rendezett és Tony Spiridakis írt. A főbb szerepekben Bobby Cannavale, Rose Byrne, Vera Farmiga, Whoopi Goldberg, Rainn Wilson, Goldwyn, William Fitzgerald és Robert De Niro látható.
A film világpremierje a Torontói Nemzetközi Filmfesztiválon volt 2023. szeptember 9-én. Az Amerikai Egyesült Államokban 2024. május 31-én került a mozikba. Magyarországon a FilmBox Premium mutatta be 2025. február 9-én.

## Cselekmény
Max egy stand-up komikus, aki az apjával, Stannel él. Volt feleségével, Jennával együtt Max gondoskodik tizenegy éves autista fiuk, Ezra neveléséről. Miután Ezra akaratlanul veszélyezteti iskolatársait, az iskola vezetősége követeli, hogy helyezzék át a fiút egy speciális iskolába. Ezrát is a Risperdal nevű gyógyszerrel kell kezelni. Max ezt visszautasítja, és egy dühkitörés után három hónapra eltiltják a fiával való kapcsolattartástól.
Max titokban megfigyeli, hogy fia az új gyógyszer hatása miatt apatikusan ül új iskolája játszóterén. Max ekkor úgy dönt, az éjszaka közepén magával viszi a fiát, és útnak indul. Az aggódó anya értesíti a hatóságokat, akik körözést adnak ki. Útban barátja, Nick michigani faháza felé Max megtudja az ügynökétől, Jane-től, hogy Jimmy Kimmel szeretné, ha szerepelne a műsorában, feltéve, ha Ezrával együtt Los Angelesbe mennek egy meghallgatásra.
Jenna és Stan is eljut Nickhez, akitől megtudják, hogy Max éppen Ezrával utazik Los Angelesbe. Miután Max egy autópálya benzinkútnál a tévében hall az eltűnt személy bejelentéséről és az országos keresési akcióról, a rendőrségi ellenőrzőpont elől autójával egy erdei útra menekül, ahol lerobban. Max és Ezra stoppal eljutnak Grace házához, aki Max régi barátja. Ezután Grace autójával folytatják útjukat.
Amikor megérkeznek Los Angelesbe, egy FBI-tiszt le akarja tartóztatni Maxet, míg az időközben szintén megérkezett Jenna megpróbálja lekicsinyelni a helyzetet. Hazatérve Max felfüggesztett büntetést kapott. Max és Jenna együtt igyekeznek felnevelni Ezrát.

## Szereplők
| Szerep                 | Színész            | Magyar hang            |
| ---------------------- | ------------------ | ---------------------- |
| Max Brandel            | Bobby Cannavale    | Debreczeny Csaba       |
| Stan, Max apja         | Robert De Niro     | Reviczky Gábor         |
| Jenna, Max ex-felesége | Rose Byrne         | Kelemen Kata           |
| Ezra, Max fia          | William Fitzgerald | Rostás Ábel            |
| Grace                  | Vera Farmiga       | Bertalan Ágnes         |
| Jayne                  | Whoopi Goldberg    | Kocsis Mariann         |
| Nick                   | Rainn Wilson       | Berzsenyi Zoltán       |
| Bruce                  | Tony Goldwyn       | Horváth-Töreki Gergely |
| Dr. Kaplan             | Alex Plank         |                        |

### Magyar változat
- Magyar szöveg: Niklosz Krisztina
- Felvevő hangmérnök: Darvas Bence
- Hangmérnök és vágó: Hegyesi Ákos
- Gyártásvezető: Mészáros Szilvia
- Szinkronrendező: Berzsenyi Zoltán
- Produkciós vezető: Legény Judit

A szinkront a Laborfilm Szinkronstúdió készítette el.

## A film készítése
A forgatókönyvíró, Tony Spiridakis, sok évvel a film elkészítése előtt kezdte írni a forgatókönyvet. Inspirációját saját autista fiával való kapcsolata és házasságának felbomlása adta fia tinédzserévei alatt. Egy interjúban elmondta, hogy a film forgatókönyve végső soron annak a felismeréséből született, hogy nem kell "megjavítania" fia autizmusát. Spiridakis gyakran kérte jó barátját, Tony Goldwyn színészt, hogy olvassa el a forgatókönyv különböző változatait az évek során. Miután a forgatókönyvet végleges formába öntötte, Goldwyn elolvasta, és felajánlotta, hogy ő rendezi meg a filmet.
A filmet eredetileg 2022 májusában jelentették be Inappropriate Behavior címmel. A forgatási helyszínek Westwood és Jersey City voltak, és a felvételek 2022 szeptemberében zajlottak. A készítők már a szereplőválogatás kezdetén tudták, hogy egy autista színészt szeretnének a főszerepre. William Fitzgerald egy videót küldött be, mert YouTube-csatornát szeretett volna indítani, és tapasztalatot akart szerezni. A 15 éves fiú végül megkapta a címszerepet.
Robert De Niro végül elfogadta a szerepet, mivel a film története mélyen megérintette – egyik gyermeke autista. Whoopi Goldbergnek Tony Goldwyn személyesen ajánlotta fel a szerepet, ő pedig még a forgatókönyv elolvasása előtt igent mondott.
A film hitelességének biztosítása érdekében több autista stábtag is dolgozott a produkción. Emellett a szereplőgárda több tagjának is van autista családtagja. A készítők a gyártási folyamat során különböző verziókat vetítettek le az autizmus-közösség tagjainak, hogy visszajelzéseket kapjanak.

## Bemutató
Az Ezra világpremierje a Torontói Nemzetközi Filmfesztiválon volt 2023. szeptember 9-én. 2023 novemberében a Bleecker Street megvásárolta a film forgalmazási jogait. Az Egyesült Államokban 2024. május 31-én mutatták be.